# Multishow ao Vivo: 30 Anos - Vida Que Segue
Multishow Ao Vivo: 30 anos - Vida que Segue é um álbum ao vivo do cantor e compositor brasileiro Zeca Pagodinho, lançado em 2013.
A apresentação que deu origem ao álbum foi gravada em 2012 no Citibank Hall, tradicional casa de eventos do Rio de Janeiro, com a produção de Rildo Hora e Max Pierre. O álbum é em comemoração aos 30 anos de carreira de Zeca Pagodinho, que teve sua estreia em álbum de Beth Carvalho em 1983. As faixas são regravações de canções mais antigas, sendo a primeira vez que Pagodinho não grava canções de seu repertório habitual.

## Faixas
| N.º            | Título                                                                                             | Compositor(es)                                                         | Duração  |  |
| 1.             | "Atire a Primeira Pedra/Volta Por Cima"                                                            | Ataulfo Alves, Mário Lago; Paulo Vanzolini                             | 2:47     |  |
| 2.             | "Aquarela brasileira"                                                                              | Silas de Oliveira                                                      | 3:07     |  |
| 3.             | "Abre a Janela"                                                                                    | Arlindo Marques Jr., Roberto Martins                                   | 2:46     |  |
| 4.             | "Opinião"                                                                                          | Zé Keti                                                                | 2:56     |  |
| 5.             | "Gosto Que Me Enrosco"                                                                             | Sinhô                                                                  | 3:39     |  |
| 6.             | "Preciso Me Encontrar/Melodia Sentimental" (com Yamandú Costa, Hamilton de Holanda e Marisa Monte) | Candeia, Heitor Villa-Lobos                                            | 4:35     |  |
| 7.             | "Mascarada" (com Rogério Caetano, Rildo Hora, Zé Menezes)                                          | Zé Keti, Elton Medeiros                                                | 2:28     |  |
| 8.             | "O Sol Nascerá (A Sorrir)"                                                                         | Cartola, Elton Medeiros                                                | 2:15     |  |
| 9.             | "Se Eu Errei/Eu Agora Sou Feliz"                                                                   | Humberto de Carvalho, Mestre Gato, Jamelão, Francisco Netto, Edu Rocha | 3:15     |  |
| 10.            | "Diz Que Fui Por Aí"                                                                               | Zé Keti, Hortênsio Rocha                                               | 3:11     |  |
| Duração total: | Duração total:                                                                                     | Duração total:                                                         | 01:02:12 |  |